# Praxeus
Praxeus (Praxeus) est le sixième épisode de la douzième saison de la seconde série télévisée britannique Doctor Who. Il est diffusé le 2 février 2020 sur BBC One. En France, il est disponible sur france.tv à partir du 27 février 2020.

## Résumé
Le Docteur et ses compagnons sont rejoints par un ancien officier de police, Jake, une blogueuse vidéo, Gabriela et les biologistes Suki et Amar. Ils enquêtent ensemble sur une nouvelle bactérie infectant des personnes au Pérou, à Hong Kong et à Madagascar. Les personnes infectées sont recouvertes d'une substance cristalline avant que leur corps ne se pulvérise. Les oiseaux des zones locales ont également commencé à agir de manière agressive envers les humains.
Le groupe trouve Adam, le mari de Jake, un astronaute, infecté et détenu dans un laboratoire de Hong-Kong. Alors qu’ils le secourent, ils sont attaqués par des humanoïdes en combinaisons anti bactériologiques. Yaz et Gabriela restent sur place pour enquêter davantage tandis que les autres vont au laboratoire de Suki à Madagascar avec le TARDIS, pour examiner Adam.
Yaz et Gabriela voient un autre humanoïde utiliser un panneau pour se téléporter et le poursuivent, se retrouvant dans un lieu étrange.
Le Docteur découvre que la bactérie est attirée par les microparticules de plastique qui ont saturé les êtres vivants. Les enzymes des oiseaux tentent de la combattre, ce qui les rend violents. Comme elle essaie de génèrer un antidote, elle se rend compte que le laboratoire de Suki est parfaitement équipé pour cette tâche. Suki révèle qu'elle est l'une des survivantes d'une race extraterrestre ravagée par Praxeus, le nom de cette bactérie. Lorsque Yaz informe le Docteur de leur découverte, Suki s’enfuit en se téléportant. Après que les oiseaux aient tué Amaru sur la plage et fait irruption dans le laboratoire, le Docteur et les autres s’enfuient avec le TARDIS pour rejoindre Yaz. Adam se porte volontaire comme cobaye pour tester l'antidote, et le Docteur programme le TARDIS pour en synthétiser le plus possible, s'il réussit.
À leur arrivée, le Docteur détermine qu'ils sont au fond de la mer dans une bulle en plastique créée à partir de déchets flottants dans l'océan Indien. Ils retrouvent Suki à bord de son vaisseau et apprennent que son espèce est venue sur Terre, riche en déchets plastiques, pour étudier Praxeus et créer son antidote. Lorsque Suki demande un échantillon de l'antidote au Docteur, elle lui répond que cela ne fonctionnera que sur les humains. Suki, infectée par Praxeus, meurt rapidement et se désintègre. Le Docteur constate que le vaisseau de Suki fonctionne avec du carburant organique. Avec Adam, guéri avec succès, et ses amis, elle charge le lot d'antidote dans le vaisseau, elle le met en route pour qu’il explose dans l'atmosphère afin de le distribuer grâce aux jet-streams. Le pilotage automatique defaille, et Jake reste pour maintenir le vaisseau sur sa route, tandis que les autres se replient vers le TARDIS. Le Docteur utilise le TARDIS pour sauver Jake dans la milliseconde avant la destruction du vaisseau. L'opération réussie, le Docteur dépose Jake, Adam et Gabriela. Ryan leur suggère de parcourir le monde ensemble.

### Continuité
- Quand le Docteur analyse l'infection et le plastique sur l'oiseau, elle cite les Autons, ennemis artificiels du Docteur faits de plastique.

## Distribution
Sauf indication contraire, les informations mentionnées dans cette section peuvent être confirmées par la base de données cinématographiques IMDb,  présente dans la section « Liens externes ».
- Jodie Whittaker : Treizième Docteur
- Mandip Gill : Yasmin Khan
- Tosin Cole : Ryan Sinclair
- Bradley Walsh : Graham O'Brien
- Warren Brown : Jake Willis
- Matthew McNulty : Adam Lang
- Joana Borja : Gabriela Camera
- Molly Harris : Suki Cheng
- Gabriela Toloi : Jamila Velez
- Soo Drouet : Joyce
- Tristan de Beer : Zach Olson
- Thapelo Maropefela : Aramu